# Estádio Ricardo Saprissa Aymá
O Estádio Ricardo Saprissa Aymá (em castelhano: Estadio Ricardo Saprissa Aymá) é um estádio de futebol localizado em San José, capital da Costa Rica. Inaugurado em 27 de agosto de 1972, é de propriedade do Deportivo Saprissa, principal clube do país, que manda ali seus jogos oficiais por competições nacionais e continentais. Sua capacidade máxima é de 23 112 espectadores.

## Eventos musicais
O estádio também é utilizado para apresentações e grandes eventos não relacionados ao futebol. Entre os artistas que já fizeram shows no estádio estão:
- The Black Eyed Peas[2]
- Alejandro Sanz[3]
- RBD[4]
- Andrea Bocelli[5]
- Maná[6]
- Iron Maiden[7]
- Alejandro Fernández[8]